# Christmas & Chill
Christmas & Chill — вторая рождественская пластинка и мини-альбом американской певицы Арианы Гранде. Он был выпущен 18 декабря 2015 года лейблом Republic Records в качестве продолжения её рождественского мини-альбома Christmas Kisses и рождественского сингла 2014 года «Santa Tell Me». В него вошли шесть оригинальных рождественских треков в стиле R&B. Гранде постоянно называла его своей любимой работой.
Альбом получил положительные отзывы музыкальных критиков. Он дебютировал на 34-м месте в чарте альбомов Billboard 200 и на 3-м месте в рейтинге праздничных альбомов Billboard в Соединённых Штатах. Альбом разошёлся тиражом 35 000 копий за первую неделю выпуска в США и разошёлся тиражом более 180 000 копий по всему миру. Christmas & Chill первоначально был доступен только для цифровой загрузки, но 18 ноября 2016 года он был переиздан на компакт-диске в Японии с новым оформлением. Альбом приобрел новый интерес, когда был переиздан на виниловых пластинках в ноябре 2019 года, включая «Santa Tell Me».

## Создание
По словам Томми Брауна, альбом был записан за четыре дня в домашней студии Арианы Гранде в Голливуде . Авторство Гранде делит с Брауном. Для Бриттани Спанос из Rolling Stone мини-альбом состоит из романтических рождественских баллад поверх трэп-ритмов, она также отметила, что единственная песня, которая выделяется — это песня «Winter Things» в стиле фолк, где акустический трек напоминает Джейсона Мраза..

## Трек-лист
| №                   | Название                | Автор(ы) | Producer(s)                      | Длительность |
| ------------------- | ----------------------- | --- | -------------------------------- | ------------ |
| 1.                  | «Intro»                 | Ariana Grande Victoria McCants Thomas Brown Travis Sayles Steven Franks Michael D. Foster Ryan Matthew Tedder | Brown Sayles Mr. Franks The Magi | 1:05         |
| 2.                  | «Wit It This Christmas» | Grande McCants Brown Sayles Foster Tedder Peter Lee Johnson                                                   | Brown Sayles Mr. Franks The Magi | 2:41         |
| 3.                  | «December»              | Grande McCants Brown Sayles Franks Foster Tedder                                                              | Brown Sayles Mr. Franks The Magi | 1:56         |
| 4.                  | «Not Just on Christmas» | Grande McCants Brown Sayles Franks Johnson                                                                    | Brown Sayles                     | 2:02         |
| 5.                  | «True Love»             | Grande McCants Brown Sayles Franks Foster Tedder Johnson                                                      | Brown Sayles Mr. Franks The Magi | 2:46         |
| 6.                  | «Winter Things»         | Grande McCants Brown Sayles Franks Grande Johnson                                                             | Brown Sayles                     | 2:38         |
| Общая длительность: | Общая длительность:     | Общая длительность:                                                                                           | Общая длительность:              | 13:10        |

| №                   | Название                                              | Автор(ы)                                                | Producer(s)                 | Длительность |
| ------------------- | ----------------------------------------------------- | ------------------------------------------------------- | --------------------------- | ------------ |
| 7.                  | «Into You» (Alex Ghenea Remix) (featuring Mac Miller) | Grande Max Martin Savan Kotecha Alexander Kronlund Ilya | Ilya Martin Alex Ghenea [a] | 4:10         |
| Общая длительность: | Общая длительность:                                   | Общая длительность:                                     | Общая длительность:         | 17:20        |

| №                   | Название            | Автор(ы)            | Producer(s)         | Длительность |
| ------------------- | ------------------- | ------------------- | ------------------- | ------------ |
| 7.                  | «Santa Tell Me»     | Grande Kotecha Ilya | Ilya                | 3:24         |
| Общая длительность: | Общая длительность: | Общая длительность: | Общая длительность: | 16:34        |

- ↑  denotes a remixer

## Чарты
| Чарт(2015—20)                  | Высшая позиция |
| ------------------------------ | -------------- |
| Австралия (ARIA)               | 49             |
| Канада (Canadian Albums Chart) | 43             |
| Швеция (Sverigetopplistan)     | 30             |
| США (Billboard 200)            | 34             |
| US Holiday Albums (Billboard)  | 3              |